# 類甲鯰
類甲鯰為輻鰭魚綱鯰形目甲鯰科的其中一種，為熱帶淡水魚，分布於南美洲亞馬遜河、拉布拉他河及奧里諾科河流域，體長可達26.4公分，棲息在底層水域，生活習性不明。

## 扩展阅读
維基物種上的相關：類甲鯰